# Miss Moneypenny
La señorita Moneypenny, Jane Moneypenny o Eve Moneypenny es un personaje ficticio de las novelas y los filmes de James Bond. Es la secretaria de M, quien es el jefe de Bond y la cabeza del Servicio Secreto Británico. Aunque ella tiene una parte pequeña en las películas, siempre es resaltada por la subrayada conexión entre ella y Bond (algo que es virtualmente inexistente en las novelas de Ian Fleming, pero que es mucho más aparente en las novelas escritas por John Gardner y Raymond Benson). 
Según la película Sólo se vive dos veces, ostenta el rango de teniente en la Marina Real. Desde su primera aparición, en 1962, ha aparecido en cada película de James Bond con excepción de Casino Royale y Quantum of Solace.

## Inspiración para el personaje
En la primera novela de Ian Fleming, Casino Royale, el nombre de Moneypenny era originalmente "Miss 'Petty' Pettaval". El nombre de "Moneypenny" deriva de una novela incompleta de Peter Fleming llamada The Sett. 
Se cree que la Señora Moneypenny está basada en dos mujeres que trabajaron con Ian Fleming en la Inteligencia Naval durante la Segunda Guerra Mundial. Una de ellas era su secretaria Paddy Bennett (quien posteriormente se casaría con Julian Ridsdale y fue nombrada Dama por sus servicios a la Cámara de los Comunes). Paddy Bennett jugó un rol clave en una operación concebida por Ian Fleming para engañar a la Inteligencia Alemana.
Algunas teorías afirman que Ian Fleming pudo inspirarse en la espía británica Vera Atkins para la creación del personaje de Miss Moneypenny.

## Rol del personaje
Tanto en las novelas como en las películas de James Bond, Moneypenny está enamorada de Bond. Por ejemplo, en la novela Operación Trueno, Fleming escribió que ella "A menudo soñaba desesperadamente con Bond". Aunque ella nunca expresa sus sentimientos hacia él.
El papel de Moneypenny en las novelas de Ian Fleming es incluso más pequeño que en las películas. En las novelas, Bond también tiene su propia secretaria, Loelia Ponsonby y posteriormente Mary Goodnight, tanto sus líneas como sus parentescos y semejanzas han sido transferidas a Moneypenny en las películas. Moneypenny generalmente nunca participa directamente en las misiones de Bond, aunque ha habido varias excepciones, tantos en las películas como en las novelas (más notablemente Diamonds Are Forever, en la cual se disfraza como una agente de la aduana para ayudar a Bond en su misión). En la película Octopussy, Moneypenny tiene una asistente llamada Penélope Smallbone, quien parece estar también enamorada de Bond. Aparentemente se intentaba que Smallbone fuese un sustituto o reemplazo para Moneypenny, sin embargo dicho personaje apareció solo en una escena.
En Skyfall tiene uno de los roles protagonistas, incluso es chica Bond, siendo agente de campo previamente a su trabajo de secretaria de M.
Aunque Moneypenny se supone que es inglesa, en las películas de James Bond en las que fue interpretada por Lois Maxwell, quien era canadiense, hablaba con un leve acento de ese país.
Desde la primera aparición del personaje en Casino Royale, ni Fleming ni ningún novelista o escritor de James Bond posterior le han dado un nombre propio. En algunos libros y en una sola película, Bond se refiere a ella por su apodo, "Penny" (una versión abreviada de Moneypenny). En The Moneypenny Diaries se le dio oficialmente su primer nombre: Jane. En Skyfall, sin embargo, su nombre es Eve.

## The Moneypenny Diaries
El 10 de octubre del 2005, el editor John Murray publicó el primero de tres libros bajo la firma de Ian Fleming Publications, escritos por Samantha Weinberg bajo el seudónimo de Kate Westbrook, titulado The Moneypenny Diaries, una trilogía de libros vista desde el punto de vista de Moneypenny.

## Actrices
Moneypenny ha sido interpretada por seis diferentes actrices en las películas de James Bond —cuatro en las películas oficiales de EON y dos en las películas no oficiales. Aunque ella no aparece en la , Casino Royale, hay una referencia a ella en una escena entre Bond y Vesper Lynd. En la escena, Vesper aparece presentándose a sí misma como "I'm the money" ("Soy el dinero"), a lo que Bond responde: "Every penny of it" ("Cada penique de este").

### Películas de EON

#### Lois Maxwell
- Dr. No (1962)
- Desde Rusia con amor  (1963)
- Goldfinger (1964)
- Operación Trueno (1965)
- Sólo se vive dos veces (1967)
- Al servicio secreto de su majestad (1969)
- Diamantes para la eternidad (1971)
- Vive y deja morir (1973)
- El hombre de la pistola de oro (1974)
- La espía que me amó (1977)
- Moonraker (1979)
- Solo para sus ojos (1981)
- Octopussy (1983)
- Panorama para matar (1985)

Maxwell también interpreta a Moneypenny en el especial de televisión de 1967, Welcome to Japan, Mr. Bond.
En el videojuego From Russia With Love, la imagen de Maxwell como Moneypenny es utilizada siendo el único videojuego de James Bond en el que el personaje hace aparición.

#### Caroline Bliss
1. Alta tensión (1987)
2. Licencia para matar (1989)

#### Samantha Bond
1. GoldenEye (1995)
2. El mañana nunca muere (1997)
3. El mundo nunca es suficiente (1999)
4. Muere otro día (2002)

#### Naomie Harris
1. Skyfall (2012)
2. SPECTRE (2015)
3. Sin tiempo para morir (2020)

### Películas no oficiales

#### Barbara Bouchet
1. Casino Royale (1967) (Bouchet en realidad actúa como la hija de Moneypenny en esa película)

#### Pamela Salem
1. Nunca digas nunca jamás (1983)